# Gran Cruz

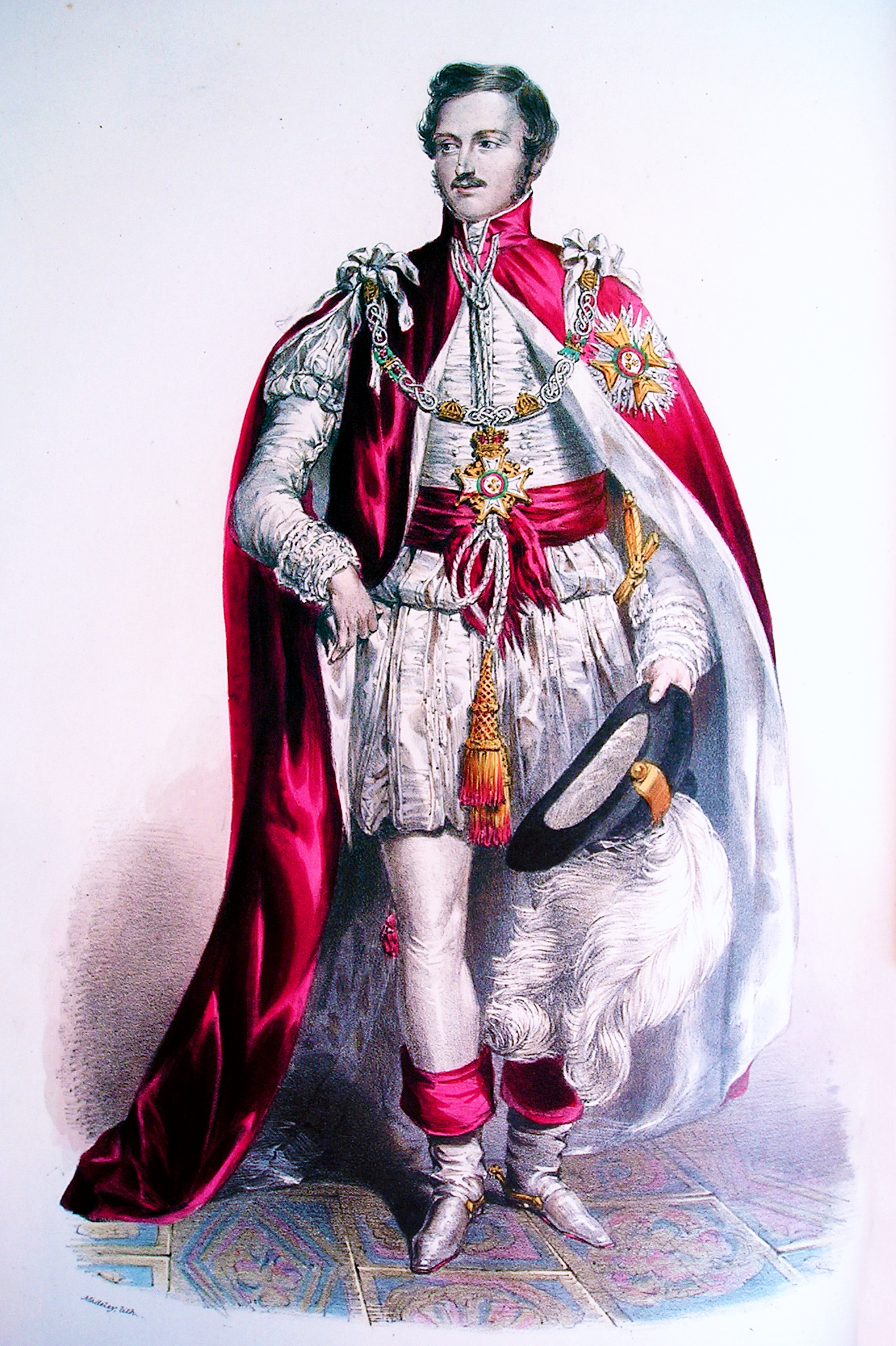
Alberto de Sajonia-Coburgo y Gotha usando las ropas ceremoniales de caballero gran cruz de la Orden del Baño, 1842.

La Gran Cruz es la clase más alta en muchas órdenes de caballería y honoríficas. Excepcionalmente, la clase más alta puede denominarse «Gran Cordón» o equivalente. En otros casos, puede existir un rango incluso superior a la Gran Cruz, por ejemplo, el Gran Collar. En raras ocasiones, la propia insignia se denomina «Gran Cruz».
En las relaciones internacionales, la categoría de Gran Cruz suele reservarse para la realeza, jefes de Estado y cargos equivalentes. En ocasiones, al poseedor de la clase o grado más alto se le denomina «Comendador Gran Cruz», «Caballero Gran Cruz» o simplemente Gran Cruz.

## En Alemania
En Baviera, la orden militar real establecida por Maximiliano José constaba de tres clases, donde las Grandes Cruces tenían un rango superior al de Comendadores y Caballeros. El título de Gran Cruz también se ha utilizado para conferir mérito militar. Por ejemplo, el Gran Ducado de Baden otorgó al Príncipe Ruperto una Gran Cruz después de la Primera Guerra Mundial.
De 1870 a 1918, el Imperio alemán también estableció la Gran Cruz como el rango más alto de la Orden de la Cruz de Hierro, seguida de la primera y la segunda clase.

## En España
En España, existen diversas órdenes civiles y militares que incluyen el grado de Gran Cruz como una de sus distinciones más altas. Este grado se otorga para reconocer méritos excepcionales en el servicio al Estado, la Corona o la sociedad, y suele reservarse para altos cargos, personalidades destacadas o ciudadanos con contribuciones significativas, ya sean españoles o extranjeros. A continuación, se describen las principales órdenes españolas que contemplan el grado de Gran Cruz:
- Real y Distinguida Orden Española de Carlos III
- Orden del Mérito Civil[5]
- Orden de Isabel la Católica
- Real y Militar Orden de San Fernando
- Real y Militar Orden de San Hermenegildo
- Orden de San Raimundo de Peñafort

## En Iberoamérica
En Iberoamérica, diversas órdenes honoríficas incluyen el grado de Gran Cruz, distinción otorgada tanto a nacionales como a extranjeros por méritos excepcionales en ámbitos como el servicio público, la diplomacia, la cultura o la defensa. A continuación, se presentan algunas órdenes iberoaméricas que incluyen este grado:
- Orden de Mayo
- Orden del Libertador San Martín
- Orden al Mérito
- Orden de Boyacá
- Orden de San Carlos
- Orden Nacional al Mérito
- Orden Nacional de San Lorenzo
- Orden del Quetzal[6]
- Orden Imperial del Águila Mexicana (extinguida)
- Orden El Sol del Perú[7]
- Orden Heráldica de Cristóbal Colón
- Orden al Mérito de Duarte, Sánchez y Mella

## En el Reino Unido
En el Reino Unido, el rango de «Caballero Gran Cruz» o «Dama Gran Cruz» permite al destinatario seguir usando el título honorífico Sir (masculino) o Dame (femenino) como tratamiento antes de su nombre. El título de caballero se otorga inicialmente, como en otros países, en el rango inferior de la orden, normalmente «Caballero Comendador».

## Galería

Gran Cruz de la Orden del Mérito Civil
Gran Cruz de la Orden de Isabel la Católica
Gran Cruz de la Orden de San Hermenegildo
Gran Cruz de la Orden del Mérito a la Seguridad
Gran Cruz de la Orden de Boyacá (Colombia)
Gran Cruz de la Orden de Guadalupe (México) (Extinguida)